# Масаби
Масаби (порт. Laguna de Massabi) — озеро в провинции Кабинда на северо-западной окраине Анголы. Располагается на территории муниципалитета Каконго.
Озеро имеет подковообразную форму длинной 12,5 км и шириной до 4 км. Площадь — 35 км².
C восточной стороны в Масаби впадает река Лубинда. Сток из озера идёт на запад в Атлантический океан.